# Túnel de Roki
El túnel de Roki (osseta: Ручъы тъунел, Rutxi Tunel; georgià: როკის გვირაბი, Rokis gvirabi; rus: Рокский туннель, Rokski Tunnel) és un túnel de carretera que travessa el Gran Caucas i uneix Ossètia del Nord-Alània, a la Federació Russa, amb Ossètia del Sud, una regió rebel de Geòrgia. La carretera acaba a la ciutat de Nijni Zaramag, a Ossètia del Nord, i també és coneguda amb el nom de "frontera de Roki - Nijni Zaramag".
El túnel, acabat per les autoritats soviètiques l'any 1984, és una de les poques rutes que travessen el Caucas del Nord. És a uns 3.000 metres d'altura i té una llargada de 3.730 metres.
Els altres passos fronterers entre Geòrgia i Rússia són la duana de Stepantsminda - Verkhni Lars, a la carretera militar de Geòrgia, i la de Gantiadi-Sotxi, a la regió rebel d'Abkhàzia, que segons Geòrgia funciona il·legalment.
El túnel de Roki va tenir una gran importància durant el conflicte osseto-georgià. Els peatges que s'apliquen al trànsit de vehicles i mercaderies són una de les principals fonts de finançament del govern sud-osseta, i el govern georgià (amb el suport dels Estats Units d'Amèrica) ha reclamat repetidament que la banda georgiana del túnel quedi sota control internacional, i no pas en mans dels separatistes sud-ossetes i de les forces de pau russes. El juny del 2006, les autoritats russes van tancar el punt fronterer de la carretera militar de Geòrgia, i el túnel de Roki va esdevenir l'única carretera que unia Rússia i Geòrgia. Durant la Guerra a Ossètia del Sud (2008), es va utilitzar com a via per fer arribar proveïments. Aquest conflicte bèl·lic va provocar desperfectes al túnel, i es van emprendre tasques de reconstrucció que van durar fins al 2015. Des de 2013, la carretera militar de Geòrgia torna a estar oberta i torna a ser la principal via de transport a través del Gran Caucas.